# Браунер, Виктор
Ви́ктор Бра́унер (во французском произношении Викто́р Брауне́р, рум. и фр. Victor Brauner; 15 июня 1903, Пьятра-Нямц, Молдова — 12 марта 1966, Париж) — румынский и французский живописец и график, мистик и эзотерик, заметный участник группы сюрреалистов. Творчество Браунера — сплав европейского авангарда с экзотическими архетипами коренных народов Северной и Южной Америки.

## Жизнь и творчество до 1938 года
Виктор Браунер родился в Бухаресте в 1903 году в еврейской семье мелких торговцев и банковских служащих. В ранние годы он вращался в среде румынской декадентствующей интеллигенции, присутствовал на сеансах спиритизма и читал много эзотерической литературы.
Восемнадцати лет от роду, в 1921 году, Виктор Браунер поступил в бухарестскую Школу изящных искусств, где писал в основном пейзажи в манере Сезанна. Уже с двадцати лет Браунер — один из активных участников румынского авангарда. С 1920 года он регулярно публикуется в дадаистских изданиях, а также на постоянной основе работает в журнале «UNI», придерживающемся дадаистского и сюрреалистического направления.
В 1924 году Браунер (совместно с поэтами-дадаистами Тристаном Тцара и Иларие Воронкой) основал свой собственный журнал «75 НР», где сразу же опубликовал синтетический «Манифест пиктопоэзии», (то есть соединения стихов и графики), явно сближающий его идеи с каллиграммами Гийома Аполлинера, только «с противоположной стороны». Если каллиграммы Аполлинера подходили к синтезу с позиции поэта (изображения составлялись из слов), то «пиктопоэзия» Браунера скорее включала слова и стихи в качестве элемента чистой живописи, подобно русским футуристам (особенно Родченко) и французским кубистам и дадаистам. Впрочем, к действительной реализации своей идеи пиктопоэзии Браунер приступил только 25 лет спустя, уже в Париже — после окончания Войны с Германией.
Впервые Браунер приехал в Париж в 1925 году, однако уже через год вернулся в Бухарест. Затем, в 1930 году, Браунер вновь вернулся в Париж и на сей раз остался там навсегда. Сначала он познакомился со своим гораздо более старшим соотечественником, скульптором Константеном Бранкузи, который всегда тепло относился к своим землякам. Войдя в его круг, Браунер также получил возможность общаться с художниками, близкими к бывшей группе дада, и молодыми сюрреалистами. Попав под влияние теоретических работ и живописи Джорджо де Кирико, Браунер через Ива Танги сближается со многими сюрреалистами, однако достаточно долгое время в группу Бретона не вступает. Только через семь лет, в 1932 году, он становится формальным членом парижской группы сюрреалистов. Спустя ещё два года, в 1934 году Браунер организует свою первую персональную выставку в галерее Пьер, которую торжественно открывает «сам» вождь и бессменный глава сюрреалистов, Андре Бретон. После этой выставки Браунер в течение года активно участвует во всех коллективных акциях и групповых выставках сюрреалистов.
В 1935 году Браунер по семейным обстоятельствам возвращается в Бухарест, где тайно становится членом Коммунистической партии Румынии, во времена фашистского режима (или королевской диктатуры, как её тогда называли) находившейся в подполье, на нелегальном положении. Однако уже полтора года спустя, возмущённый серией сталинских политических процессов 1937 года в СССР, он пишет заявление об отказе от партбилета и выходит из партии.
В 1938 году Браунер снова возвращается в Париж и остаётся во Франции до конца жизни.

## 1938 год

Виктор Браунер. «Химера» (1941 год)

Тема потустороннего, необъяснимого, автоматического и предопределённого в человеческой жизни — это одна из центральных тем философии и искусства сюрреализма. Именно Виктор Браунер стал тем единственным членом группы сюрреалистов, кто удивительным совпадением своей жизни и творчества продемонстрировал эту тему в прямом и зловещем виде. Одна из живописных работ Браунера 1931 года, ставшая впоследствии одной из самых знаменитых картин сюрреалистов, получила своё страшное воплощение в жизни своего автора семь лет спустя, в 1938 году.
Речь идёт об «Автопортрете с вырванным глазом», довольно мрачной сюрреалистической выдумке, написанной Виктором Браунером безо всякого реального повода. У него никогда не было ни травм, ни болезней, даже отдалённо касающихся глаз и лица. Однако спустя семь лет этот автопортрет стал настоящей «сюр-реальностью». Произошло это событие весной 1938 года. Во время драки в баре (дело совершенно будничное для группы сюрреалистов) Виктор Браунер случайно лишился левого глаза — именно того, который был нарисован на автопортрете 1931 года и именно таким образом, как было нарисовано. Вот как описывал этот «мистический случай» один из товарищей Браунера по группе сюрреалистов, Пьер Мабиль:

«Внезапная необъяснимая вспышка неприязни произошла между людьми, знакомыми очень давно и находившимися в совершенно устойчивых отношениях. Однако что-то неожиданно разрушило равновесие и вдруг возникла странная ссора — ни о чём. Ни в тот момент, ни позднее никто так и не смог понять её причины. Всё произошло внезапно и почти мгновенно. Одного из товарищей, Д., вдруг охватил приступ гнева к одному из старых приятелей. Обеспокоенные друзья поторопились вмешаться и разняли ссорящихся… Виктор Браунер в этот момент сдерживал того, на которого только что напали. И вот Д., находящийся в совершенном исступлении, каким-то образом всё-таки сумел вырвать руку, схватил первое попавшееся, стакан, изо всех сил швырнул его…, но промахнулся. Браунер падает на пол, лицо его залито кровью и посередине висит вырванный глаз…
… Такова официальная хроника несчастного случая, который, чтобы считаться простым происшествием, должен опираться на такое мнение, что этого никто не мог предугадать. Однако вся предыдущая жизнь Виктора Браунера внезапно оказалась только прелюдией к этой трагедии… и позволила представить себе всю прежнюю деятельность в ином свете» (Пьер Мабиль, эссе «Глаз художника», Минотавр, 1938).

Брассай в книге «Разговоры с Пикассо» утверждает, что глаз Браунеру выбил художник Оскар Домингес.

## Жизнь и творчество после 1938 года

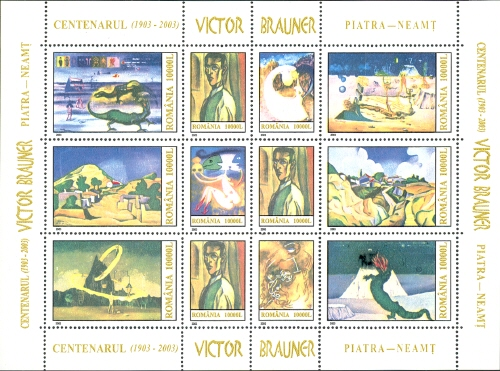
Работы Виктора Браунера. Малый лист, почта Румынии 2003.

Что для нормального человека — криминальное происшествие или обычная пьяная драка, то для художника — повод для переосмысления всей своей жизни и попытка найти выход в новых источниках творчества.
Весь последующий за потерей глаза период творчества Виктора Браунера (примерно до 1950 года) заполнен мрачными видениями и галлюцинациями. Исследователи и критики сюрреализма иногда этот период в его творчестве так и называют — «сумеречным» или «химерным», отчасти даже экспрессионистским. Оставаясь близким сюрреализму, тем не менее, Браунер явно смещается в область мистики и эзотерики. Его картины окончательно превращаются в сложный сплав видений и образов, исходящих из подсознания современного европейца, отягощённого массой страхов и табу. Одновременно он обращается в своём творчестве к первобытным образам народов Северной и Южной Америки (создавая свои работы, художник опирался на древние фрески и барельефы майя, ацтеков и индейцев). Многие образы художника явно имеют тотемную окраску. Этими чертами своего творческого стиля он выделяется из прочего числа сюрреалистов, особенно после 1938 года. Личная трагедия усугубляется войной и оккупацией Франции. На деятельность сюрреалистов, как на явно «левую» и исповедующую дегенеративное искусство распространялся запрет и репрессии. Виктор Браунер не захотел покинуть страну, прошёл «фильтрацию», чудом избежал смерти, бежал в Восточные Пиренеи, затем в Марсель и далее на восток — в Нижние Альпы. Начиная с 1940 года жил на юге Франции (при правительстве Виши) под особым надзором и без права выезда. Одновременно он поддерживал связь с сюрреалистами, находящимися на подпольном положении в Марселе.
И в этот тяжёлый период своей жизни Браунер продолжает много работать, пытаясь таким образом избавиться от навязчивого страха и ощущения надвигающейся катастрофы. Он пишет картины, но одновременно большое количество времени уделяет созданию «сюрреалистических объектов». Самая известная из его работ этого времени — «Волчья скамья», представляющая собой обыкновенную маленькую скамеечку, на которой, как и полагается, совершенно невозможно сидеть. С одной стороны её украшает страшная ощеренная пасть волка, а с другой — его же пушистый хвост, негостеприимно загнутый внутрь. В сюрреалистических предметах Браунера заметно влияние знаменитых «объектов» работы Макса Эрнста и Мерет Оппенгейм.

Виктор Браунер. «Фрика в виде страха» (1950 год)

После освобождения Парижа в 1945 году Браунер немедленно возвращается в столицу. Он активно работает и принимает участие в первой послевоенной Международной выставке сюрреалистов (1947 год).
Однако уже в 1948 году Виктор Браунер входит в личный конфликт с Андре Бретоном, усиливающим авторитарный режим своего руководства внутри движения. На очередном собрании Виктора Браунера исключают из группы сюрреалистов за «фракционную деятельность». Но на самом деле это была всего лишь личная месть за то, что Браунер отказался поддержать кампанию Бретона по исключению из рядов сюрреалистов известного художника Роберто Матта, которого обвинили в провоцировании самоубийства Аршиля Горки. С Роберто Матта Браунер состоял в близкой дружбе ещё со времён своего первого приезда в Париж и потому знал, что выдвинутые против него обвинения не имеют под собой оснований, кроме личной неприязни Бретона. Ещё несколько молодых художников, которые поддержали протест Браунера, также были исключены из группы сюрреалистов.
После 1948 года Виктор Браунер ещё более отдаляется от ортодоксального сюрреализма. В это время он создает несколько автобиографических циклов картин. Наиболее известные из них — «Ономатомании» (или Тяга с подражанию звукам) и «Retractes» (Отказ от своих слов) (1948—1950). В этот период в творчестве Браунера особенно становится заметно влияние Роберто Матты, с которым они закономерно сближаются после исключения из группы сюрреалистов. В 50-х годах эти два художника совместно пишут несколько подробных, похожих на коллажи картин, в частности, «Интервидение» (1955 год) с телеэкраном в центре и подобную ей, нарочито неаккуратную, нарисованную как бы ребёнком, картину «Без названия» (1957).
Только в 1959 году Виктора Браунера, уже знаменитого и признанного во Франции художника, торжественно и единогласно восстановили в рядах «сюрреалистической партии» с согласия Бретона. Одновременно с ним «простили» также и Роберто Матта и ещё нескольких раскольников из «фракции Браунера».
В последние пять лет жизни, отчасти под влиянием болезни, искусство Виктора Браунера лишается своего экспрессионистского накала, становится более спокойным, наполненным этническими и анималистическими мотивами. В начале 60-х годов он пишет целый цикл картин на эту тему под говорящим названием «Бестиарий». Из творчества Браунера постепенно уходит страх и ужас перед непознаваемым и потусторонним миром, и на его место становятся органическая пластика и первобытный орнамент. Таковы его работы «Праздник матерей», «Укрощение хрюшек» и «Планета зверей». Фантастический животный мир в течение всей жизни равно привлекал Виктора Браунера. Даже и в ранний период творчества, рисуя множественные образы людей или монстров, под ними он имел в виду неких толстых человекоподобных животных. Глядя на картины Браунера, зритель неминуемо должен видеть самого себя изнутри:

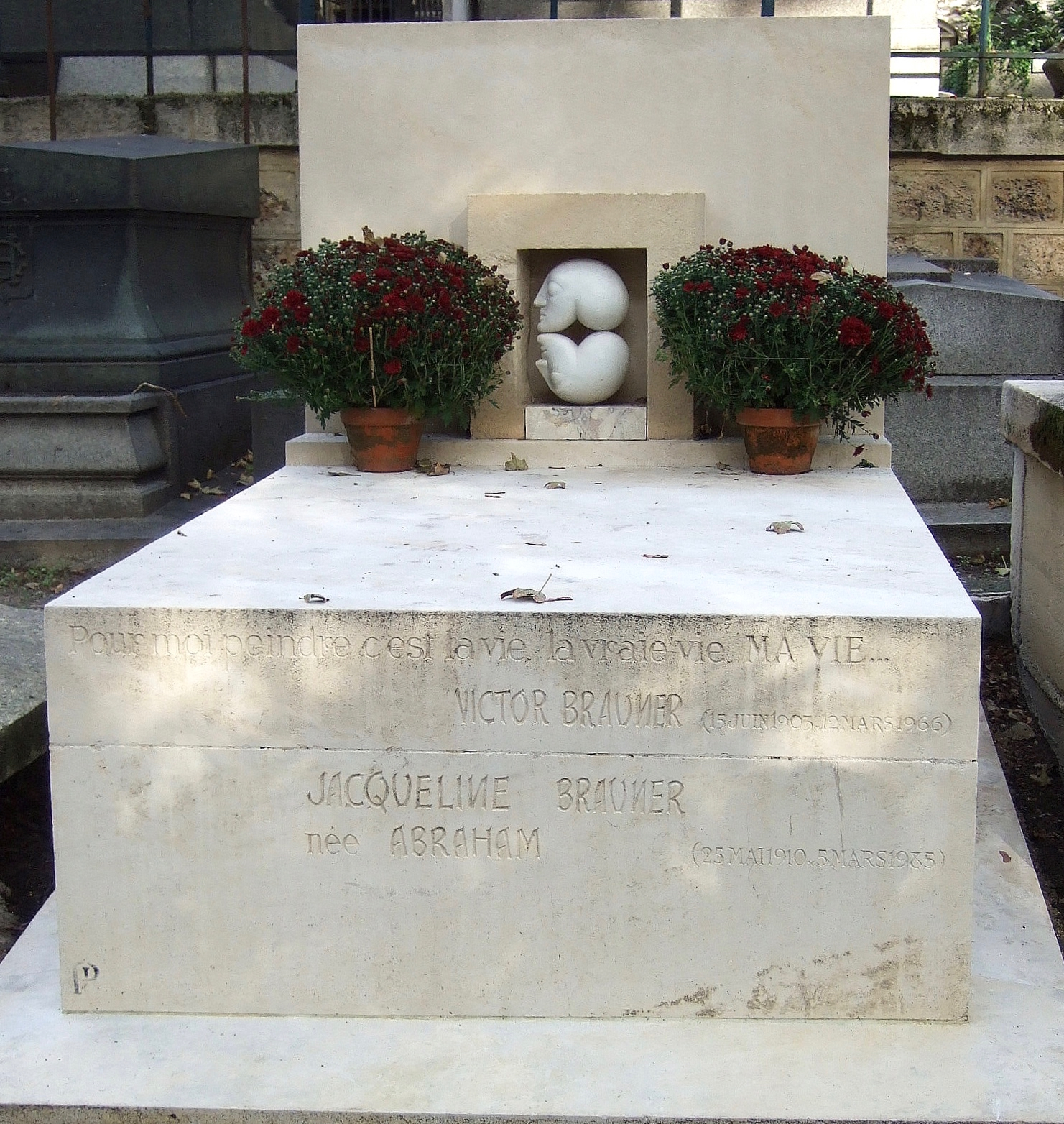
Могила Браунера на Кладбище Монмартр

«Не закрывайте глаза… Я напоминаю Вам, что все эти животные находятся глубоко внутри Вас».

В последние годы жизни Браунер тяжело болел. Виктор Браунер умер в один год с Бретоном, в 1966 году, после изнурительной и тяжёлой болезни — лёгочной эмболии.
Эпитафией на могиле Виктора Браунера стала скупая фраза из его блокнота:

«Peindre, c’est la vie, la vraie vie, ma vie»
- («Живопись — это жизнь, настоящая жизнь, моя жизнь»).